# David Rionda
David Rionda (Oviedo, 15 de febrero de 1981) es un presentador, guionista, periodista radiofónico y dibujante de humor español. Dirige y presenta el programa despertador «Desayuno con Liantes» en la Radio del Principado de Asturias. 
Comienza su carrera en Radio Vetusta, emisora municipal de Oviedo, presentando los servicios informativos de la cadena y el programa Las Mañanas de Vetusta. En TeleAsturias ejerce las labores de redactor de noticias y programas. Más tarde trabaja para TPA, Televisión del Principado de Asturias, como corresponsal de informativos y reportero.
En 2006 se incorpora a la Radio del Principado de Asturias como presentador musical. Dos años después se hace cargo del programa matinal Mediodía RPA. Durante 2010 coordina, guioniza y presenta el magacín matinal de cuatro horas y media Mediodía Entero junto a Rubén Morillo. 
En 2009 es candidato al Premio Ondas por RTPA. A principios de 2011, resultó finalista con mención de honor del I Concurso Nacional de Monólogos de Actualidad del programa «El hormiguero» entre 700 aspirantes. El jurado estuvo compuesto por Pablo Motos, Jorge Salvador, Laura Lopis, Juan Ibañez, Damián Mollá y Jorge Marrón.  
Participa en diferentes eventos de ámbito nacional como monologuista de Stand-up comedy y presentador desde 2009. 
En 2013 y 2014 trabaja para RTPA como creativo de autopromociones, sonido corporativo y locutor publicitario.
En 2016 funda la productora audiovisual Amarok junto a Rubén Morillo. Rediseña el sonido corporativo de RPA aprovechando la nueva programación de la cadena al tiempo que sigue al frente del programa Desayuno con Liantes, que pasa a ser emitido diariamente. 
Colabora como redactor y guionista en los programas de TPA "OP Siglo XXI", "Escuela de Pastores", "Operación Verbena" y "El Picu". También copresenta los programas "De hoy no pasa" y "Cazatalentos". 
Ha intervenido en varios cortometrajes llegando a ser nominado a Mejor actor en el 7º Festival de cine asturiano de Madrid. También fue nominado a los III Premios Gava del audiovisual asturiano por "Desayuno con Liantes" (Mejor programa de radio). 
En diciembre de 2021 publica su primer libro, "Yo fui Ronda Collins".

## Programas de radio
- Las Mañanas de Vetusta (2005).
- Música y Noticias en RPA (2006 - 2007).
- Mediodía RPA (2008).
- Mediodía Entero (2009 - 2010).
- Desayuno con Liantes (2015 - 2025).

## Programas de televisión
- Redacción TeleAsturias (2006).
- TPA Noticias (2006).
- Los Colores de las Cuencas (2011).
- Informativos CMTV (2011).
- El Banquillo (2014 - 2015).
- Señor R (2014).
- Operación K - chopo (2015).
- OP Siglo XXI (2017 - 2023).
- Escuela de Pastores (2017).
- De hoy no pasa (2017).
- Cazatalentos (2018).
- Operación Verbena (2019 - 2023).
- El Picu (2024).

## Libros
- Yo fui Ronda Collins (2021).

## Cortometrajes
- Payasita 3: Dirigido por Miguel Ángel Muñiz.
- Fracciones y Proporcionalidad: Dirigido por Tito Montero.
- Laia: Dirigido por Álvaro Núñez.
- Katzenjammer: Dirigido por Álvaro Núñez.
- La Fuga de Mino: Dirigido por Pablo de María Díaz.
- Suecia: Dirigido por Lidia de Dios López.
- El mormón siempre llama dos veces: Dirigido por Rodrigo Medina.
- Cuando se pierde: Dirigido por Carla García.
- El Elegido: Dirigido por Tito Montero
- Duets-El precio de la fama: Dirigido por Tito Montero.
- Un mosto, por favor: Dirigido por Pablo de María Díaz.